# Kim-Lian

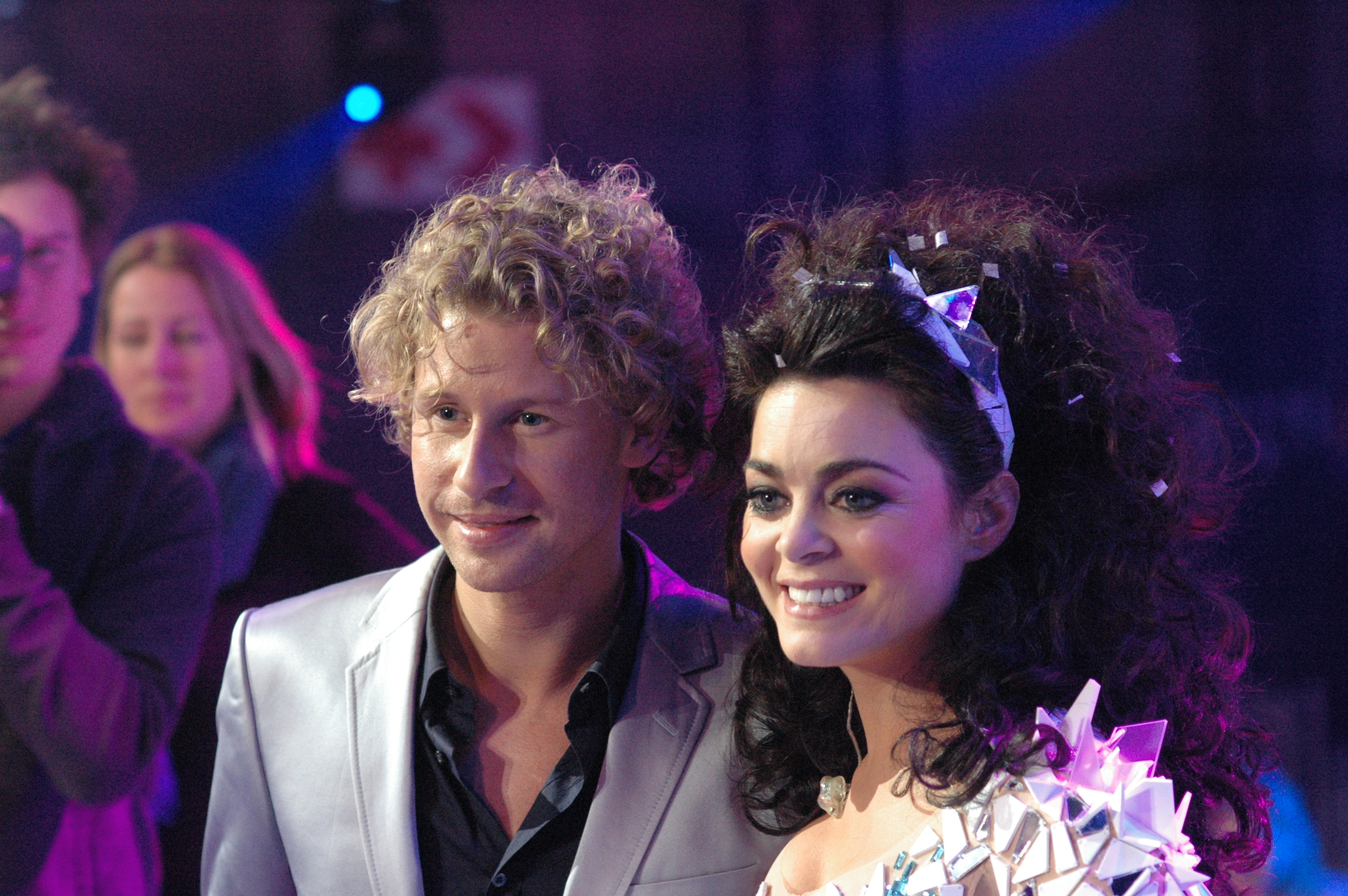
Kim-Lian con Ewout Genemans al Junior Eurovision Song Contest 2012, di cui sono stati i presentatori

Kim-Lian van der Meij (Beverwijk, 1º ottobre 1980) è una cantante e conduttrice televisiva olandese.

## Biografia
Nata in una famiglia musicale, nel 2003 Kim-Lian è diventata presentatrice del programma per bambini Kids Top 20 sul canale televisivo Jetix, ruolo che ha mantenuto per tre anni. Questo lavoro le ha valso un premio Gouden Stuiver per il migliore programma per bambini.
Nel settembre dello stesso anno, dopo aver firmato un contratto discografico con la CMM Records, ha pubblicato il suo singolo di debutto Teenage Superstar, che ha raggiunto la 4ª posizione nella classifica olandese, entrando in top 30 anche in Belgio e Svezia. Il singolo è stato inoltre reso noto in America Latina da Belinda nella sua versione in spagnolo Boba Niña Nice, e in Repubblica Ceca da Ewa Farna con il titolo Měls mě vůbec rád.
Dopo il successo del successivo singolo Hey Boy!, anch'esso 4º in classifica nei Paesi Bassi, è stato pubblicato il primo album della cantante, intitolato Balance, che è arrivato 43º nella classifica olandese. L'album ha prodotto altri due singoli di successo: Garden of Love (12º in classifica) e Kids in America (10º in classifica), una cover di Kim Wilde.
Nel 2006 Kim Lian ha lasciato la CMM Records per divergenze artistiche e ha pubblicato il suo secondo album Just Do It, con un sound più adulto, su Bass Commander Records. I due singoli Road to Heaven e In Vain hanno entrambi raggiunto la top 40 olandese, ma l'album non ha goduto del successo del precedente.
Kim-Lian ha presentato, insieme a Sipke Jan Bousema, il Junior Eurovision Song Contest 2007, che si è tenuto a Rotterdam; ha ricoperto il ruolo di presentatrice anche quando il contest è tornato nei Paesi Bassi per l'edizione del 2012, questa volta ad Amsterdam, dove è stata affiancata da Ewout Genemans.

## Discografia

### Album
- 2004 - Balance
- 2006 - Just Do It

### Singoli
- 2003 - Teenage Superstar
- 2004 - Hey Boy!
- 2004 - Garden of Love
- 2004 - Kids in America
- 2006 - Road to Heaven
- 2006 - In Vain
- 2009 - Not That Kinda Girl (con Linda Bengtzing)
- 2012 - Dit pakt niemand ons meer af
- 2016 - Jij bent daar (con Jan Smit)

## Filmografia (parziale)
- Just Say Yes, regia di Appie Boudellah (2021)